# Rupteur
 (février 2019).
Si vous disposez d'ouvrages ou d'articles de référence ou si vous connaissez des sites web de qualité traitant du thème abordé ici, merci de compléter l'article en donnant les références utiles à sa vérifiabilité et en les liant à la section « Notes et références ».
Ne doit pas être confondu avec Télérupteur.

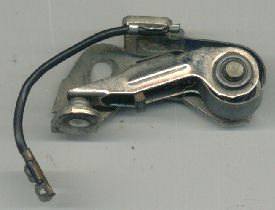
Un rupteur, avec à gauche le contact, et au milieu l'ergot actionné par une came, pour ouvrir/fermer le contact.

Le rupteur (jadis nommé vis platinées) est un élément de l'allumage du moteur à allumage commandé, qui coupe périodiquement le courant du primaire de la bobine d'induction afin de déclencher une forte tension électrique au secondaire de la bobine d'induction, permettant de déclencher une étincelle dans la bougie alimentée par le Delco.

## Description
Le rupteur est fixé sur une platine, et est déclenché par une came qui agit sur le linguet porte-contact isolant et son ressort. Le contact fixe est sur un support réglable, qui porte également un condensateur (qui atténue l'étincelle qui se produit au niveau du rupteur, afin de réduire son usure).
La came tournant à une vitesse égale à un tour par cycle du moteur provoque un nombre d'ouvertures égal au nombre d'explosions (dépendant du nombre de cylindres) d'un cycle. La came tourne donc au régime moteur pour un moteur 2-temps et à la moitié du régime moteur pour un moteur 4-temps sauf pour les moteurs à étincelle perdues.
Dans le cas des moteurs à plusieurs « cylindres en ligne », il peut y avoir un seul rupteur, qui distribue les étincelles aux cylindres par une tête d'allumeur (technologie habituelle sur les voitures), ou plusieurs rupteurs associés à autant de bobines que de bloc-cylindres (ex. : sur les V6, V8).
Il peut y avoir un ou plusieurs rupteurs sur un moteur (un par bobine).
Les moteurs modernes n'utilisent plus de rupteurs qui ont été remplacés par un allumage électronique plus précis, souvent associé à une bobine par bougie (bobine crayon).

## Rupteur-limiteur
On utilise également (et un peu improprement) le mot rupteur pour désigner un dispositif de sécurité limitant le nombre de tours par minute sur un moteur à combustion interne.
Un surrégime (dépassement du nombre de tours maximum prévu par le fabricant) peut entraîner de gros dégâts, en particulier sur les systèmes de distribution (culbuteurs, soupapes, arbres à cames, etc.) sur les moteurs 4-temps. Historiquement, sur les premiers moteurs, l'appréciation se faisait à l'oreille (qui devait être exercée) puis en observant l'aiguille d'un compte-tours qui ne doit pas dépasser une valeur limite (marquée par un trait ou un secteur traditionnellement coloré en rouge — on parle de « zone rouge » en langage courant).
Avec la gestion électronique des moteurs est apparu un système qui ne fait plus appel au sens mécanique de l'utilisateur : le rupteur, ou plus précisément le « limiteur de régime ». Le calculateur électronique intégré au moteur coupe l'allumage sur un ou plusieurs cylindres à l'approche de la zone rouge empêchant un dangereux surrégime.
L'augmentation de puissance d'un moteur (préparation, « gonflage », compétition) suppose de remplacer ce limiteur par un autre avec un seuil de déclenchement plus élevé, une opération qui annule la garantie et peut aussi poser des problèmes légaux par rapport aux permis de conduire, aux assurances ou à la garantie constructeur.
Sur de nombreux moteurs hors-bord, le rupteur-limiteur est également déclenché par un défaut de refroidissement (un point critique sur ces engins) ou le manque d'huile dans le réservoir de graissage séparé (comme l'Autolube proposé par Yamaha) sur les moteurs 2-temps qui en sont munis. Le rupteur-limiteur coupe alors l'allumage de tous les cylindres sauf un à une valeur très basse, permettant au navigateur de faire route lentement vers un port-abri.